# شهرستان میلیچ
شهرستان میلیچ (به لهستانی: Powiat Milicz) یک شهرستان در لهستان است که در استان سیلزی سفلی واقع شده‌است. شهرستان میلیچ ۷۱۵٫۰۱ کیلومتر مربع مساحت و ۳۶٬۸۴۵ نفر جمعیت دارد.